# Aleurodicus maritimus
Aleurodicus maritimus là một loài côn trùng cánh nửa trong họ Aleyrodidae, phân họ Aleurodicinae.
Aleurodicus maritimus được Hempel miêu tả khoa học đầu tiên năm 1922.